# Città imperiale

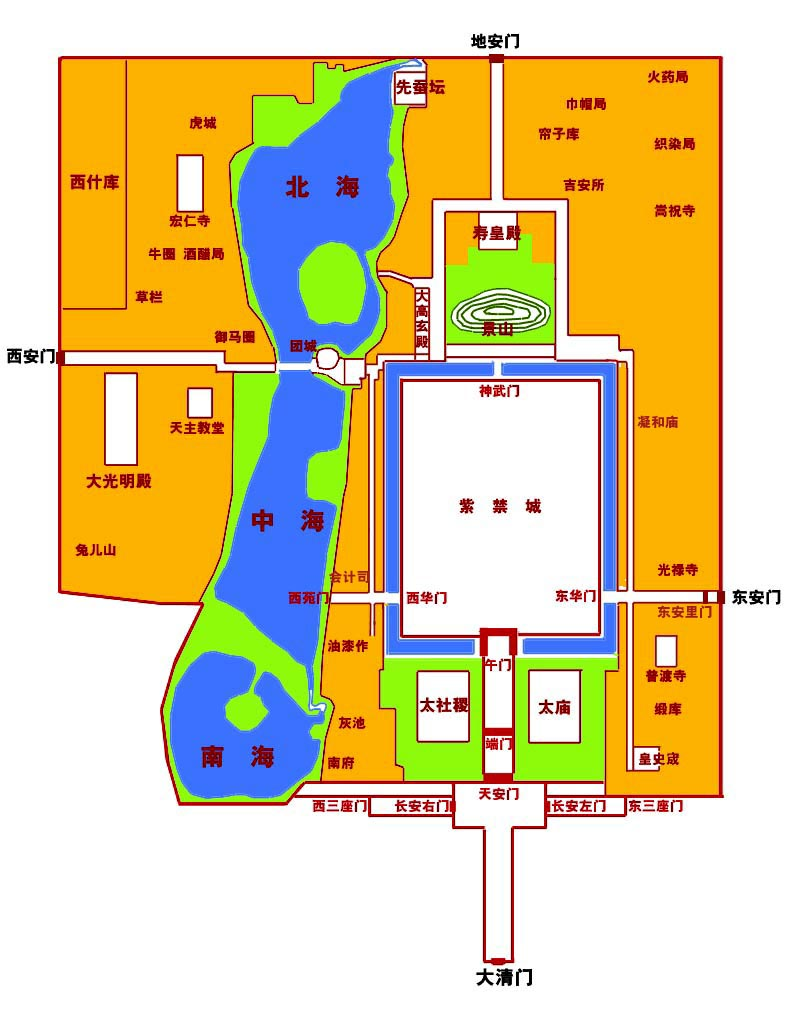
Mappa della Città imperiale

Localizzazione della Città imperiale (arancio) all'interno delle fortificazioni di Pechino.

La Città imperiale (cinese 北京皇城T, Běijīng HuángchéngP, lett. "Città Gialla di Pechino"; mancese: Dorgi hoton, letteralmente "Città Interna") era una circoscrizione della c.d. Città Interna di Pechino (Cina) sotto le dinastie Ming e Qing. Tale denominazione fa riferimento all'insieme di giardini, templi e altre aree di servizio tra la Città proibita e la città interna dell'antica Pechino. La Città imperiale era circondata da mura e accessibile da sei porte.

## Storia

### Dinastia Yuan: costruzione
Sotto la dinastia Yuan, Pechino era nota come Dadu, e la Città Imperiale ne costituiva il centro. Nel 1368 gli eserciti Ming conquistarono Dadu cambiandone il nome in "Beiping" (it. "Pace del Nord" o "Nord Pacificato"), con la capitale trasferita a Nanchino. Poiché la Città imperiale non era stata interessata dalla battaglia, sopravvisse alla guerra, sebbene nel 1369 l'imperatore Hongwu ne ordinasse la demolizione.

### Dinastia Ming: distruzione e riconfigurazione
Nel 1370 il quarto figlio di Hongwu, Zhu Di, venne nominato Principe di Yan, con capitale Beiping, costruendo un palazzo all'interno della città imperiale Yuan. Nel 1399 Zhu Di condusse un colpo di stato che lo portò ad essere l'imperatore Yongle nel 1402. L'anno dopo il nome Beiping fu cambiato in Beijing (Pechino, letteralmente "la Capitale settentrionale"), col piano di riportarvi la capitale nel 1406.
Nel 1416 iniziò la costruzione della Città proibita, sull'impostazione dei palazzi esistenti a Nanchino. Il nuovo palazzo imperiale era ad est del palazzo Yuan, per mettere quest'ultimo nella posizione "Tigre Bianca" (cioè morta) del Feng Shui. Sempre per motivi di posizione venne creata con la terra scavata per il fossato del palazzo la collina Jingshan a nord. Sulla base della Città imperiale Yuan, l'area venne allargata per comprendere i laghi di Zhongnanhai e Beihai e una grande area oltre a questi.
La Città imperiale ruota intorno alla Città proibita. Ad ovest di questa ci sono lo Zhongnanhai e il Beihai, circondati dai giardini imperiali e noti nel complesso come Parco Occidentale. A sud della Città proibita si trovavano il Santuario Imperiale della Famiglia (太庙) ed il Santuario di Stato (太社稷). Più a sud c'era il Corridoio dei Mille Passi, sui lati del quale c'erano gli yamen, ossia gli uffici ministeriali. C'erano sei porte nelle mura della Città imperiale: a sud la Grande Porta Ming (poi chiamata Grande Porta Qing e Porta di Cina); la Chengtianmen, (poi chiamata Tian'anmen, "Porta della Pace Celeste"); ai lati di questa le Porte Chang'an sinistra e destra; a est Donganmen ("Porta della Pace Orientale"); a ovest Xi'anmen ("Porta della Pace Occidentale"); a nord Houzaimen (poi chiamata Di'anmen, "Porta della Pace Terrena"). Nella Città imperiale c'erano inoltre molti edifici di servizio al palazzo imperiale come magazzini, una casa per i leopardi, templi taoisti e un palazzo per il nipote dell'Imperatore.

### Dinastia Qing: riqualifica
Dopo la caduta della Dinastia Ming, i Qing rimossero gran parte degli edifici di servizio. Eccetto una piccola area intorno ai laghi di Zhongnanhai e Beihai, le parti occidentali della Città imperiale furono concesse ai Principi e ai membri delle Otto Bandiere come area residenziale. Allo stesso modo, eccetto pochi magazzini, le parti orientali della Città imperiale. Ai molti templi della Città imperiale fi aggiunta una chiesa cattolica sulla sponda ovest dello Zhongnanhai.

### Dalla Repubblica di Cina a oggi
Dopo la caduta della Dinastia Qing nel 1912, il governo della Repubblica di Cina ha occupato Città imperiale. Zhongnanhai divenne il Palazzo Presidenziale e i templi una parte dei musei della Città proibita. Beihai e Jingshan divennero parchi pubblici e gran parte degli antichi templi e magazzini furono trasformati in aree residenziali.
Nel 1912, durante una rivolta del signore della guerra Cao Kun, la porta Donganmen fu distrutta dal fuoco. Nel 1914 venne demolito il Corridoio dei Mille Passi per far spazio al Parco Zhongshan Park, che portava il nome di Sun Yat-sen. Nel 1915, per alleggerire il traffico, venne demolita gran parte della cinta muraria della Città imperiale. Dopo il trasferimento della capitale a Nanchino Zhongnanhai divenne un parco pubblico.
Nel 1949 nacque a Pechino la Repubblica Popolare Cinese. Negli anni successivi vennero demolite la Porta di Cina, le porte Chang'an sinistra e destra, le porte orientali e occidentali e Di'anmen, oltre a gran parte dei templi e Paifang della Città imperiale.
Zhongnanhai divenne il complesso centrale del governo, con la sede del Partito Comunista Cinese e il Consiglio di Stato. La maggior parte degli edifici sopravvissuti venne demolita.
L'area a ovest del Parco Beihai fu occupata dal Ministero della Difesa, gran parte dei templi della Città imperiale furono occupati dall'Esercito Popolare di Liberazione. Alcuni di questi edifici sono in rovina.
Dal 2000 l'amministrazione municipale di Pechino ha restaurato alcuni templi e formato un parco intorno alle sezioni rimaste delle mura della Città imperiale. Ci sono progetti per trasferire altrove le istituzioni che occupano edifici storici. Nel 2004 è stata rinnovata un'ordinanza del 1984 che stabiliva restrizione in altezza per gli edifici della zona della Città imperiale come zona di rispetto per la Città proibita. Nel 2005 si è proposto di allargare il sito Patrimonio dell'umanità della Città proibita anche alla Città imperiale e a Beihai.

## Porte della Città imperiale

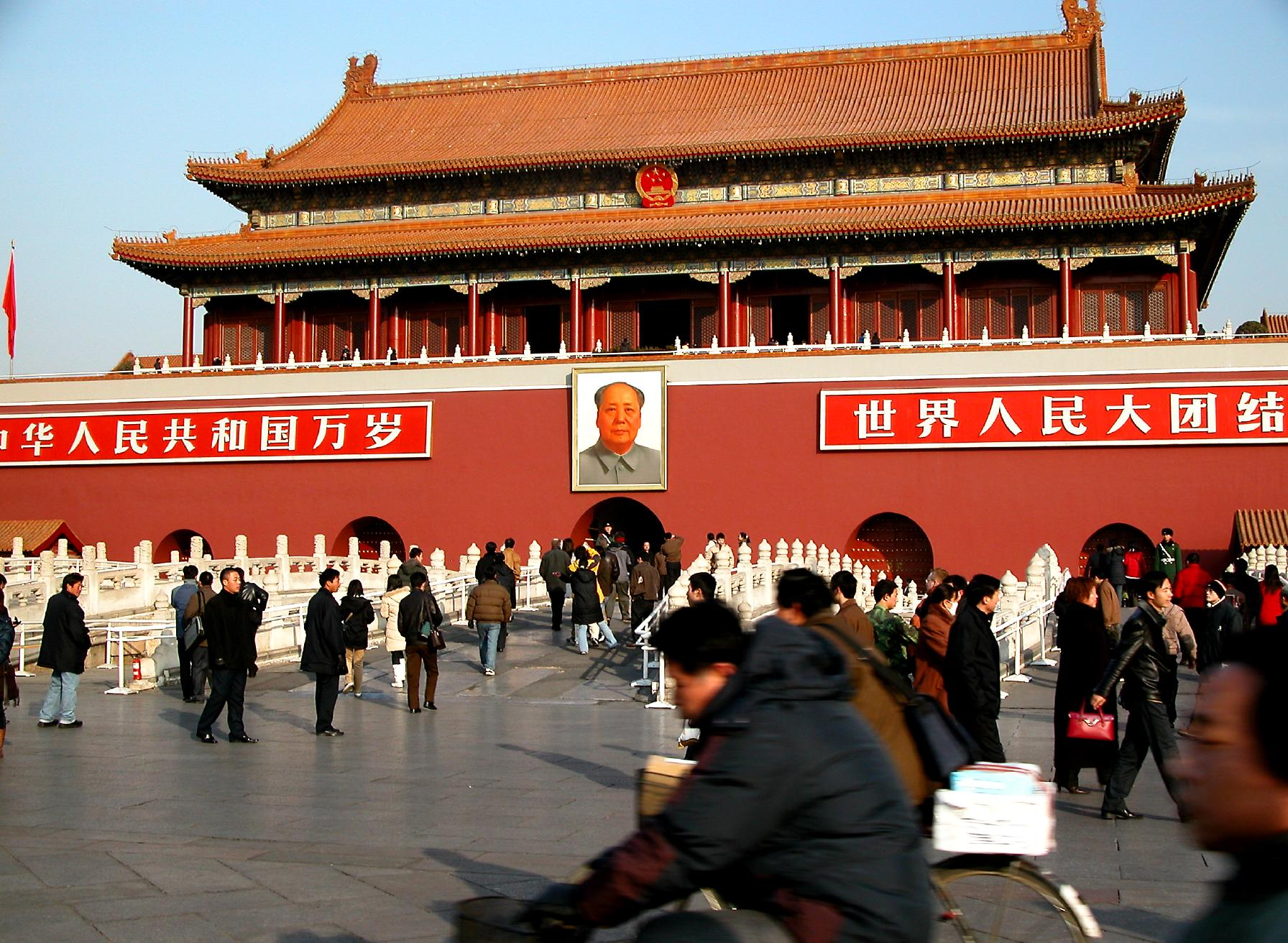
Tiananmen, l'unico accesso rimasto alla Città imperiale

La porta principale nella sezione meridionale delle mura era Damingmen, realizzata in mattoni a imitazione delle porte della Città Proibita. La sua base era di marmo bianco nello stile di fondazione Xumi. La porta-torre era in stile Xieshanding a gronda unica con tegole "giallo imperiale" smaltate. Aveva cinque colonne sul davanti, tre arcate al centro e ringhiere di marmo bianco. Il suo nome fu cambiato in Daqingmen (大 清 門 it. "Grande Porta dei Qing") nel 1644, quando i Manciù conquistarono Pechino fondando la dinastia Qing. Una tavoletta di marmo bianco sul cancello aveva il nome "Daqingmen" inciso in oro su uno sfondo azzurro. Nel 1912, quando la dinastia Qing fu rovesciata e fu istituita la Repubblica di Cina, il nome della porta fu cambiato in Zhonghuamen ("Porta della Cina"). Gli urbanisti decisero di riutilizzare il cartello di marmo scrivendo "Zhonghuamen" sul retro salvo scoprire che anche lì si trovava scritto il nome Damingmen. Si risolse allora d'usare un nuovo cartello di legno. Nel 1954, con la raccomandazione degli urbanisti sovietici che lavoravano a Pechino, la porta fu smantellata per erigere Piazza Tiananmen. Sul sito originario di Damingmen sorge oggi il Mausoleo di Mao Zedong. 
Situata a sud-ovest di Tiananmen, Chang'anzuomen è simile a Damingmen. Fu anche chiamato "Qinglongmen" o "Longmen", che significa "Porta del Drago", perché durante le dinastie Ming e Qing, i risultati dei c.d. Esami imperiali furono pubblicati su questa porta. Superare con successo gli esami garantiva l'accesso alla Città Proibita per lavorare in posizioni burocratiche imperiali, normalmente vietate ai cittadini comuni. Fu smantellata nel 1952 quando fu ampliato il viale Chang'an. 
Situata a sud-est di Tiananmen, Chang'anyoumen era simile a Damingmen. Fu anche chiamato "Baihumen" o "Humen", che significa "Porta della Tigre", perché durante le dinastie Ming e Qing, i prigionieri venivano giustiziati ad ovest di questa porta. Fu smantellata nel 1952 quando fu ampliato il viale Chang'an. 
Tiananmen ("Porta della Pace celeste"), originariamente chiamato Chengtianzhimen, fu ribattezzato durante la dinastia Qing. Era situata nel centro delle mura meridionali della Città Imperiale. Il Daming Huidian (gli statuti raccolti della dinastia Ming) si riferisce ad essa come la porta principale della Città Imperiale. Tiananmen è una delle numerose porte allineate su un asse nord-sud all'ingresso principale della Città Proibita. La sua piattaforma è alta 13 metri. Ha una base in marmo bianco in stile Xumi e cinque arcate. La porta-torre è stata costruita in stile Xieshanding multi-gronda con tegole "giallo imperiale" smaltate. Misura 9x5 stanze (originariamente 5x3 stanze sotto i Ming) e 33,7 m d'altezza. Fu completamente ricostruita nel 1958 e successivamente riparata in diverse occasioni. 
Duanmen era situata direttamente a nord di Tiananmen. Era simile a Tiananmen. Può essere intesa come una porta esterna di Wumen che era l'ingresso principale della Città Proibita. Ciò è conforme alla regola delle cinque porte "Zhimen"/"Kumen" dei Riti di Zhou.